# Граф Пуссена

Переплетённые в графе Пуссена. Границы областей на этом рисунке образуют граф Пуссена, частично раскрашенный в четыре цвета, внешняя область не раскрашена. Синие/жёлтые и синие/зелёные цепочки Кемпе (жёлтые и зелёные линии) соединяют соседей внешней области, так что согласно Кемпе придётся обменять цвета в левой красной/жёлтой цепочке и правой красной/зелёной цепочке (красные линии), чтобы позволить выкрасить внешнюю область в красный цвет. Так как синие–жёлтые и синие–зелёные цепочки пересекаются, эта перестановка цветов приведёт к тому, что верхняя жёлтая и зелёная области станут красными, что приведёт к неверной раскраске.

Граф Пуссена — это планарный граф с 15 вершинами и 39 рёбрами. Он назван именем Шарля Жана де Ла Валле-Пуссена.

## История
В 1879 году Альфред Кемпе опубликовал доказательство теоремы о четырёх красках, одной из великих гипотез в теории графов. Хотя сама теорема верна, доказательство Кемпе ошибочно. Перси Джон Хивуд продемонстрировал это в 1890 контрпримером, а де Ла Валле-Пуссен пришёл к тому же заключению в 1896 году с графом Пуссена.
(Неверное) доказательство Кемпе основано на чередующихся цепях и, поскольку это доказательство на основе цепей оказалось полезным в теории графов, математики продолжают интересоваться такими контрпримерами.
Другие контрпримеры были найдены позже, это граф Эрреры в 1921, граф Киттелля в 1935 с 23 вершинами и, наконец, два минимальных контрпримера (граф Сойфера в 1997 и граф Фрича в 1998, оба порядка 9).

## Другие свойства
Кликовая ширина графа равна 7.